# Cappella di Sant'Antonino (Finale Ligure)
La cappella di Sant'Antonino sorge su una collina, presso il Castrum Perticae, oltre l'abitato di Perti a Finale Ligure, in provincia di Savona, in posizione dominante e panoramica sulla vallata di Montesordo.

## Storia e descrizione
L'edificio ha navata unica con cripta sottostante il presbiterio. Conserva l'abside romanico e gran parte dei muri perimetrali, in particolare quello settentrionale in cui sopravvive un portale originale murato. L'interno è stato più volte rimaneggiato e presenta un altare in pietra e calce, oltre ad una lapide di epoca moderna che ricorda le vicissitudini che portarono alla fondazione dell'edificio. La cappella fu danneggiata dal terremoto del 1887 e ristrutturata due anni dopo. La cripta conserva il piccolo altare originale ed è illuminata da tre monofore. Sul suo pavimento si apre un passaggio che conduce ad un piccolo ambiente ipogeo di formazione naturale, forse un tempo luogo di culto pagano. La cappella è in stato di abbandono da diversi anni.

## Galleria d'immagini

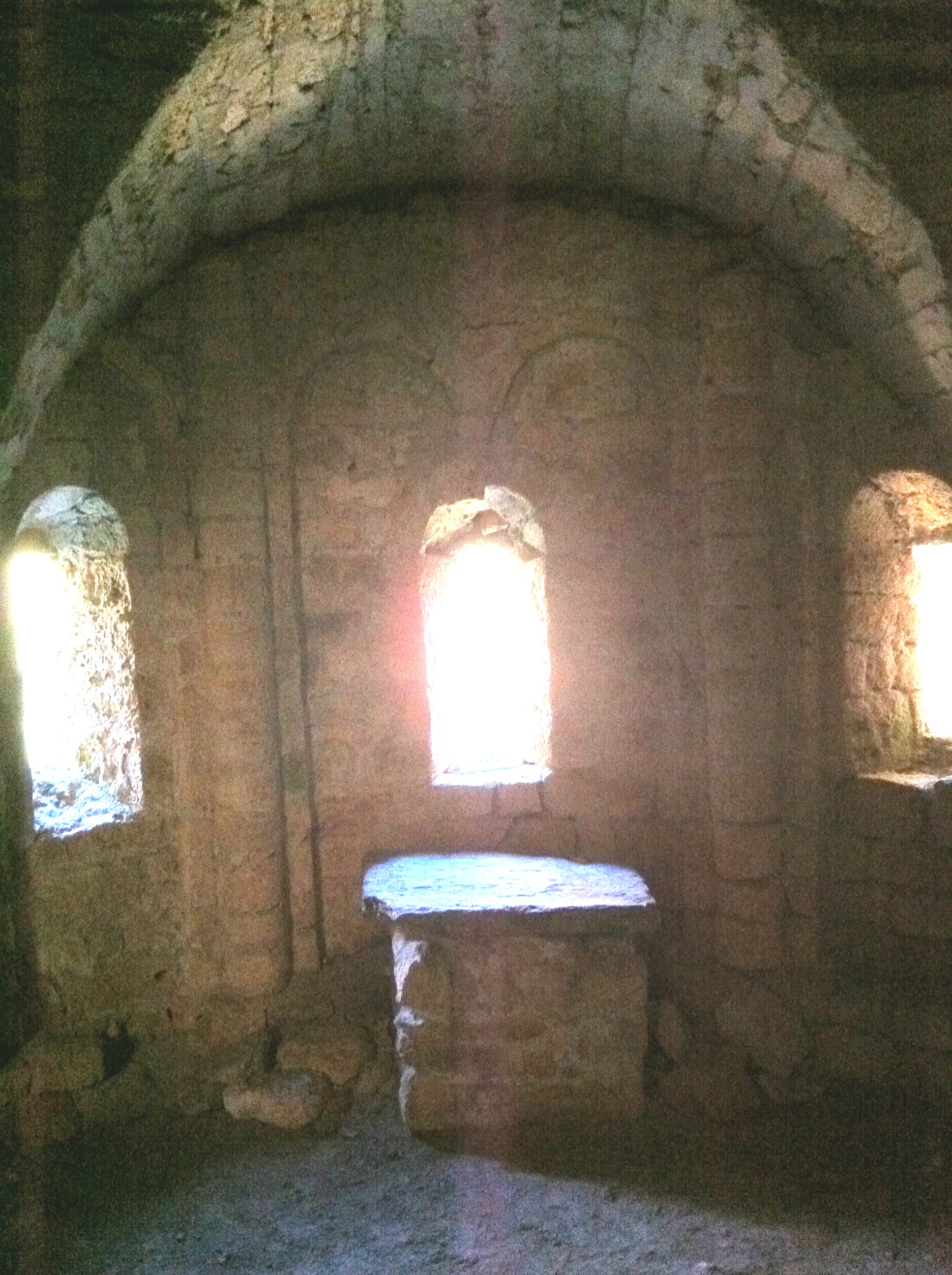
Cripta
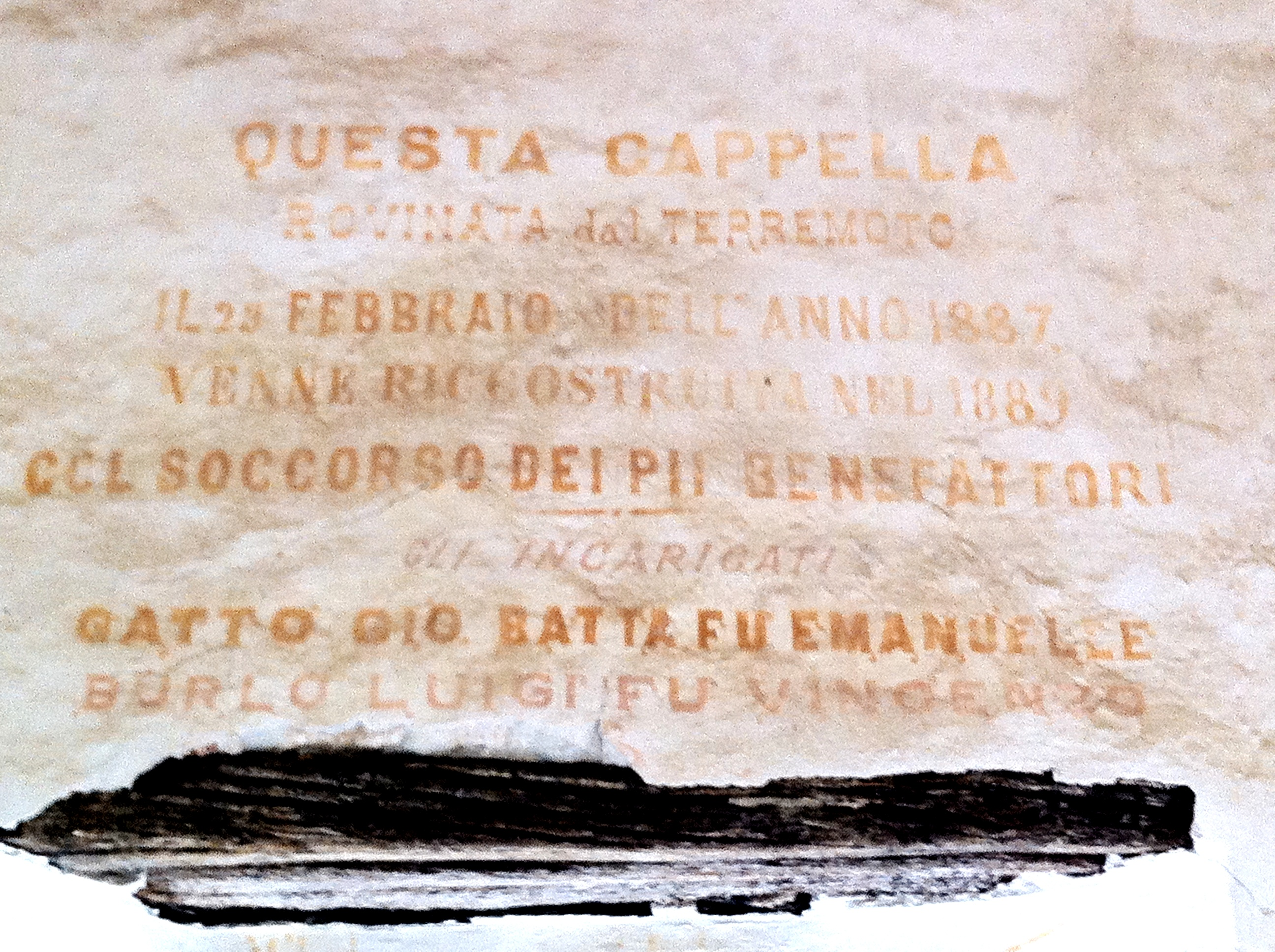
Controfacciata sopra ingresso
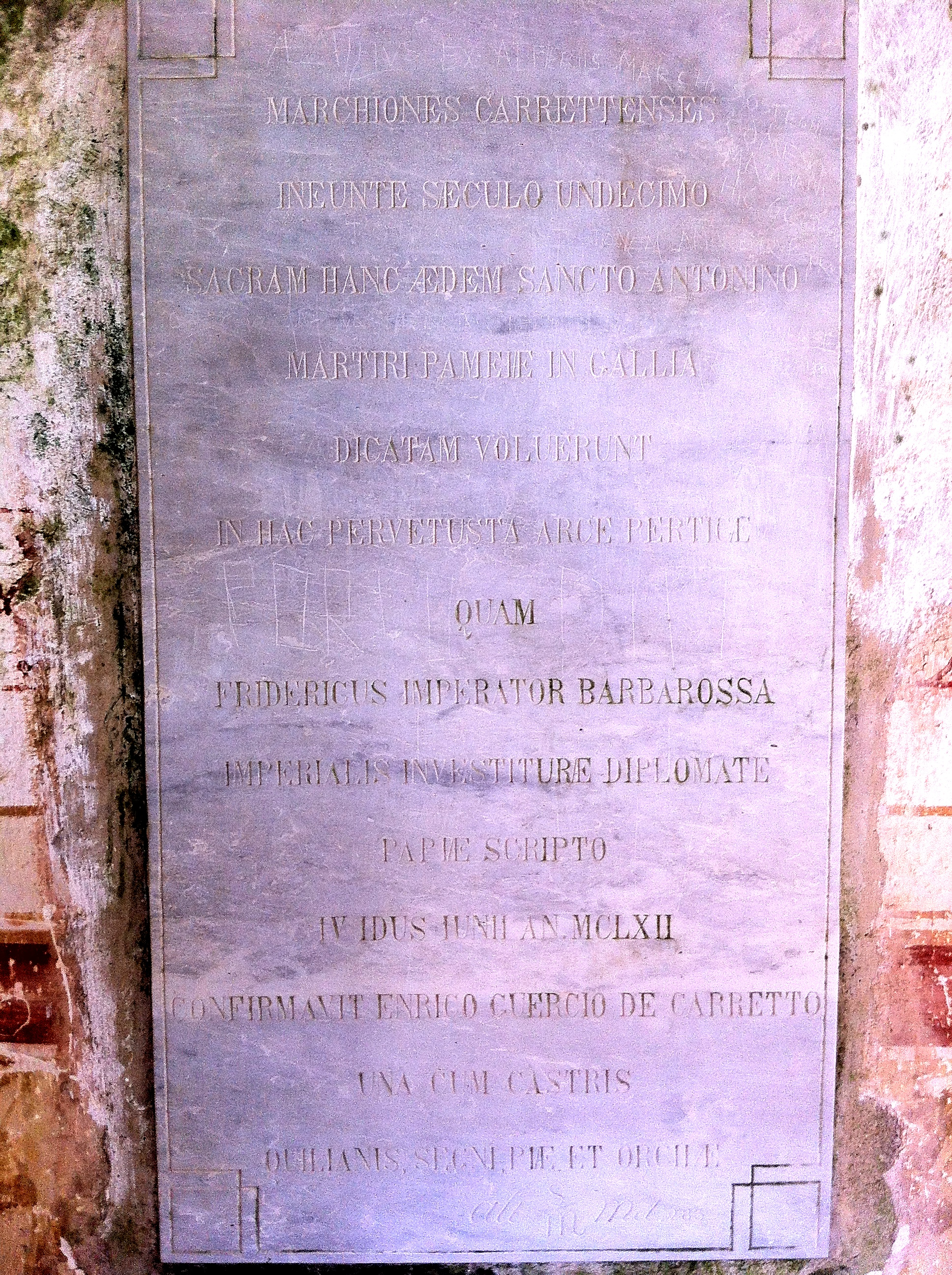
Lapide commemorativa
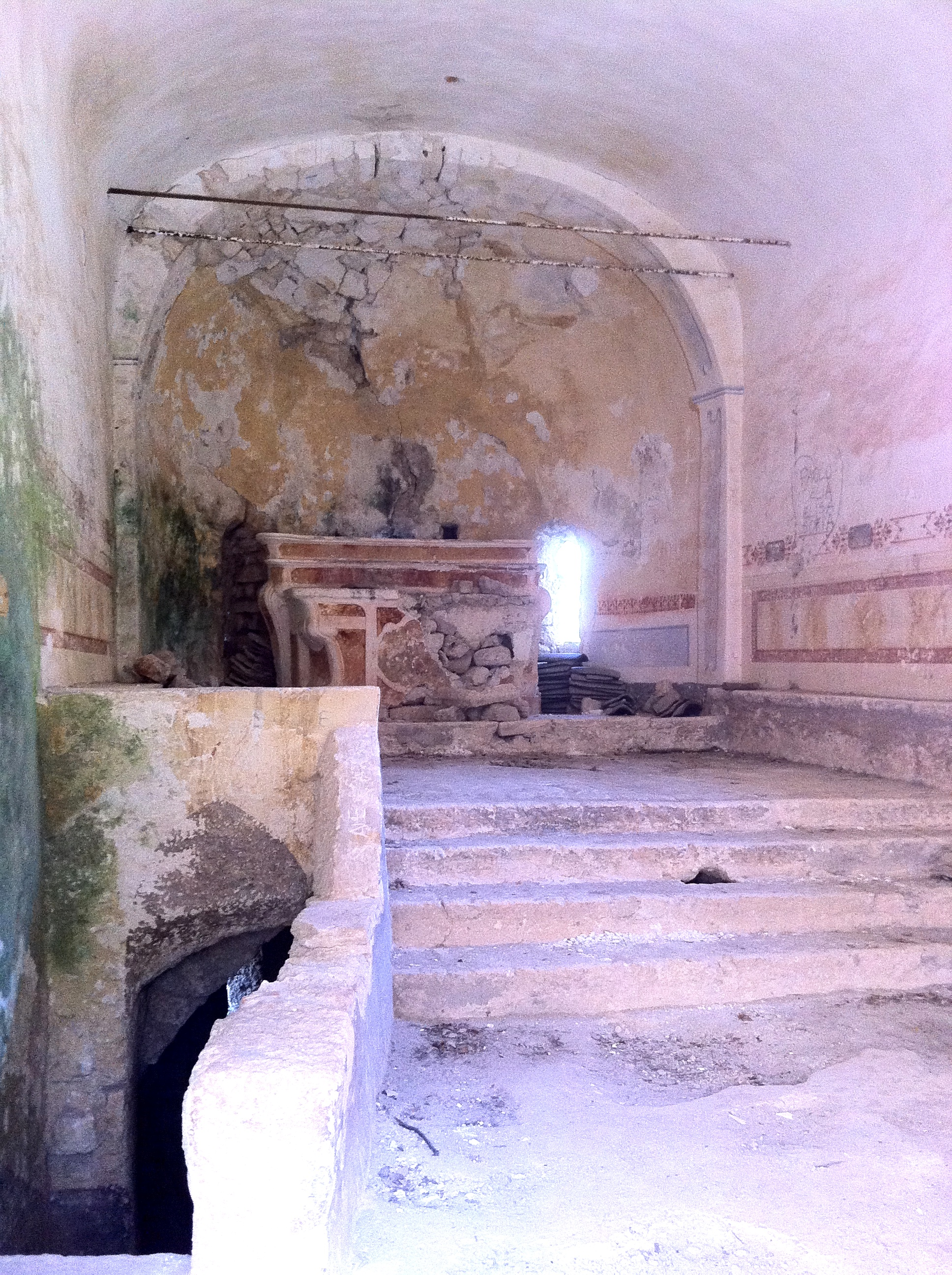
Interno